# Start A riot
『start A riot』（スタート・ア・ライオット）はJASON ZODIACの1枚目のミニ・アルバム。

## 内容
記念すべきインディーズデビュー作は北野正人が全曲のギター・作曲・編曲を担当した。尚、アルバムタイトル及び1曲目の「start A riot」はAの部分がⒶと表記されている。

## 収録曲
1. start A riot
2. ウィルス
3. NEVER
4. INSANE!?
5. 悪魔の囁き

作詞：近藤尚昭　作曲・編曲：北野正人(#ALL)